# Elaphe schrenckii
Elaphe schrenckii este o specie de șerpi din genul Elaphe, familia Colubridae, descrisă de Strauch 1873.

## Subspecii
Această specie cuprinde următoarele subspecii:
- E. s. schrenckii
- E. s. anomala

## Galerie

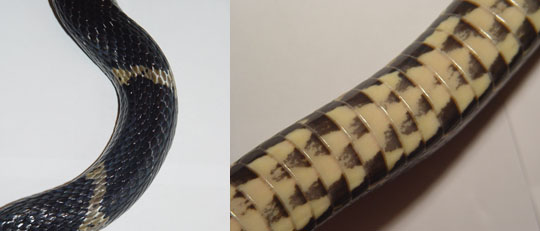